# 排先拜巴扎乡
排先拜巴扎乡，是中华人民共和国新疆维吾尔自治区阿克苏地区新和县下辖的一个乡镇级行政单位。

## 行政区划
排先拜巴扎乡下辖以下地区：
排先拜巴扎村、阿热买里村、琼托格拉克村、努尔巴格村、卡勒台克其其村、琼克其其村、库木鲁克艾日克村、喀拉敦村、哈当村、库木库勒村、苏盖特阔坦村、永丰庄村、莫玛托格拉克村、炮台村、托帕墩村、乡农场和园艺场。